# زرع الأعضاء في الصين

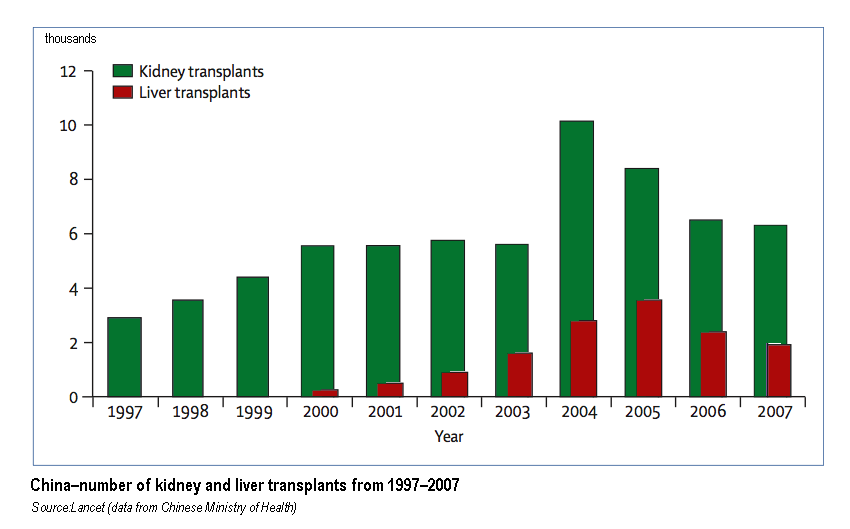
اتجاه زراعة الكبد والكلى في جمهورية الصين الشعبية (1997-2007)

تم بدأ عمليات زرع الأعضاء في الصين منذ ستينيات القرن الماضي، وهي واحدة من أكبر برامج زراعة الأعضاء في العالم، حيث بلغت ذروتها أكثر من 13000 عملية زرع سنويا في عام 2004. وتُشارك الصين أيضا في جراحات الزرع المبتكرة مثل زرع الوجه بما في ذلك العظام.
إزالة الأعضاء من شخص أمر غير قانوني بموجب القانون الصيني. ومع ذلك، وبموجب لائحة عام 1984، أصبح من القانوني إزالة الأعضاء من المجرمين الذين أعدموا بموافقة مسبقة من المجرم أو إذن الأقارب. وأدت المخاوف المتزايدة بشأن الانتهاكات الأخلاقية المحتملة الناشئة عن الموافقة بالإكراه مما أدى منظمات حقوق الإنسان، في التسعينيات، إلى الشروع في إدانة هذه الممارسة. وقد ظهرت هذه الشواغل مرة أخرى في عام 2001، عندما شهد طبيب صيني طالب شارك في عمليات استخراج الأعضاء.
في عام 2006، ظهرت ادعاءات بأن عددا كبيرا من ممارسي الفالون غونغ قد قُتلوا لتزويد صناعة زراعة الأعضاء في الصين وخلص تحقيق أولي إلى أن «41500 عملية زرع لفترة السنوات الست من 2000 إلى 2005 غير مبرر»، وخلص إلى أنه «كان ولا يزال اليوم يتم ضبط كميات كبيرة من الأعضاء من ممارسي فالون غونغ غير الراغبين».
وفي ديسمبر / كانون الأول 2005، أقر نائب وزير الصحة الصيني بأن ممارسة إزالة الأعضاء من السجناء الذين تم إعدامهم لأغراض زراعة الأعضاء كانت واسعة الانتشار. وفي عام 2007، أصدرت الصين لوائح تحظر التداول التجاري للأعضاء، ووافقت الجمعية الطبية الصينية على عدم استخدام أعضاء السجناء في عمليات الزرع. في عام 2008، تم إنشاء نظام تسجيل الكبد في شنغهاي، لأولئك الذين يرغبون في التبرع بأعضائهم.
على الرغم من هذه المبادرات، ذكرت صحيفة تشاينا ديلي (الصين يوميا) في أغسطس 2009 أن ما يقرب من 65٪ من الأعضاء المزروعة لا تزال تأتي من السجناء المحكوم عليهم بالإعدام. ووصف نائب وزير الصحة هوانغ جيفو، أن السجناء المدانين «ليسوا مصدرا سليما لزرع الأعضاء»، وفي مارس 2010 أعلن عن أول برنامج للتبرع بالأعضاء في الصين يبدأ بعد الموت، يديره جمعية الصليب، ووزارة الصحة، في 10 مناطق رائدة. في عام 2013، غير هوانغ جيفو موقفه من استخدام أعضاء السجناء، مشيرا إلى أنه ينبغي السماح للسجناء المحكوم عليهم بالإعدام بالتبرع بأعضائهم، وينبغي دمجهم في نظام توزيع الأعضاء الجديد على الحاسوب.

## خلفية عن زرع الأعضاء في الصين
على الصعيد العالمي، أُجريت دراسات تجريبية رائدة في التقنية الجراحية لزرع الأعضاء البشرية في أوائل القرن العشرين من قبل الجراح الفرنسي الكسيس كاريل، ولاقت عمليات الزراعة نجاحا بدأ ينتشر في جميع أنحاء العالم بعد الحرب العالمية الثانية. بدأت الصين نفسها بزراعة الأعضاء في الستينيات، والتي نمت إلى ذروتها السنوية لأكثر من 13000 عملية زرع في عام 2004؛ وعلى الرغم من بعض الوفيات الناجمة عن العدوى والتهاب الكبد، كان برنامج زراعة الأعضاء ناجحا في إنقاذ العديد من الأرواح. على الرغم من أن عدد عمليات الزرع انخفض إلى أقل من 11000 عملية سنويا بحلول عام 2005، إلا أن الصين لا تزال لديها واحدة من أكبر برامج الزرع في العالم. تستكشف الصين الجراحة المبتكرة، مثل الجراحة الأولى لزراعة الوجه والعظام في العالم، التي يقوم بها الأستاذ قوه شوزونغ. لكن التبرع بالأعضاء قد واجه مقاومة نوعا ما، حيث أن التبرع بالأعضاء غير الطوعي يعد غير قانوني بموجب القانون الصيني، كما هو ضد التقليد والثقافة الصينية. الصين ليست وحدها تواجه صعوبات التبرع. الطلب يفوق العرض في معظم البلدان. وقد شجع النقص على مستوى العالم بعض البلدان - مثل الهند - على تجارة الأعضاء البشرية. وقد تم تعميم الأعضاء التي يتم إزالتها من السجناء الذين أُعدموا في الصين للبيع دوليا منذ منتصف الثمانينيات، جعلت لائحة في عام 1984 قانونية لحصاد الأعضاء من المجرمين المدانين بموافقة الأسرة. ومع تطوير المخدرات المثبطة للمناعة، مثل سيكلوسبورين A، جعلت زراعة الأعضاء خيارا أكثر قابلية للتطبيق للمرضى.

## معالم عملية زرع الأعضاء
أُجريت أول عملية زرع كلى في الصين في عام 1972، تم تنفيذ أول عملية زرع نخاع العظم الخيفي بنجاح في مريض سرطان الدم الحاد. أُجريت أول عملية زرع كبدية سريرية من مانح حي في الصين في عام 1995، بعد سبع سنوات من أول عملية في العالم والتي أُجريت في ساو باولو، البرازيل. بين يناير / كانون الثاني 2001 وأكتوبر / تشرين الأول 2003، تلقى 45 مريضا زرع للكبد في خمسة مستشفيات مختلفة. في عام 2002، وصف الأطباء في مستشفى شيجينغ من الجامعة الطبية العسكرية ثلاث حالات زراعة كبد. وفي عام 2003. من أكتوبر 2003 إلى يوليو 2006، أُجريت 52 عملية في مستشفى في غرب الصين، من جامعة سيتشوان. وفي أكتوبر / تشرين الأول 2004، نفذ مركز زرع الكبد بمستشفى بكين الشعبية لحالتين من حالات زرع الكبد التي تنطوي على تشريح الأوعية الدموية المعقدة. في عام 2002، ذكرت وسائل الاعلام الصينية أن الجراح الدكتور تشنغ وي زرع بنجاح مبيض لمريضة تبلغ من العمر 34 عاما، تانغ فانغفانغ، من شقيقتها وذلك في جامعة العلوم الطبية تشجيانغ. في أبريل / نيسان 2006، قامت مستشفى شيجينغ العسكري في زيان بعملية زرع الوجه التي تغطي الخد والشفة العليا والأنف لـ غوكسينغ.
وقد أُجريت أول عملية ناجحة لزرع القضيب في أيلول / سبتمبر 2006، في مستشفى عسكري في قوانغتشو. وقد أُصيب المريض البالغ من العمر 44 عاما بخسارة معظم قضيبه في حادث. وجاء القضيب المزروع من رجل يبلغ من العمر 22 عاما. على الرغم من نجاح العملية، فقد عانى المريض وزوجته من الصدمة النفسية نتيجة لهذا الإجراء. بعد ذلك، كتب جان ميشال دوبرنارد، الشهير بأداء أول عملية زرع في العالم، أن القضية «تثير العديد من الأسئلة». وأشار إلى كتابة مزدوجة القياسية، «لا أستطيع أن أتخيل ما كان يمكن أن يكون ردود فعل الأطباء والمتخصصين في مثل هذه الأمور»

## مخاوف دولية

### أعضاء مصدرها السجناء المحكوم عليهم بالإعدام
بدأت زراعة الأعضاء لأول مرة في أوائل السبعينيات من القرن الماضي، عندما تم الحصول على الأعضاء من السجناء الذين أُعدموا. وذلك بسبب الافتقار إلى الإطار القانوني. وقال الدكتور كلاوس تشن في عام 2007 أن هذا لا يزال هو الغالب المهيمن. وأدت المخاوف من أن بعض البلدان الأكثر فقرا كانت تستجيب عن طريق بيع الأعضاء إلى البلدان الأكثر ثراء، إلى أن الجمعية الطبية العالمية أدانت شراء وبيع الأعضاء البشرية لزرع الأعضاء في بروكسل في عام 1985,
وفي مدريد عام 1987، أدانت منظمة الصحة العالمية ممارسة استخراج الأعضاء الحيوية من السجناء الذين أُعدموا بسبب صعوبة معرفة ما إذا كانوا قد وافقوا على ذلك أم لا. وأدى تزايد القلق إلى قيام الجمعيات المهنية ومنظمات حقوق الإنسان الأخرى بإدانة هذه الممارسة في التسعينيات، والتشكيك في الطريقة التي تم بها الحصول على هذه الأعضاء البشرية. وقد بدأت منظمة الصحة العالمية في صياغة مبادئ توجيهية دولية (WHA44.25) بشأن عمليات زرع الأعضاء البشرية في عام 1987. مما أسفر عن اعتماد المبادئ التوجيهية لمنظمة الصحة العالمية بشأن زرع الأعضاء البشرية في عام 1991. غير أن الصياغة لم تسمح للمجتمع الدولي بوضع أية قوانين تمنع الصين من مواصلة الاتجار بالأعضاء البشرية.
عقدت لجنة مجلس الشيوخ الأمريكي للعلاقات الخارجية جلسة استماع في عام 1995 بشأن تجارة أجزاء جسم الإنسان في الصين، وتلقت أدلة من مصادر مختلفة، بما في ذلك بيانات من منظمة العفو الدولية، وهيئة الإذاعة البريطانية، ووثائق الحكومة الصينية التي أصدرها ناشط حقوق الإنسان هاري وو.
وقد توصلت الرابطة الطبية العالمية والجمعية الطبية الكورية والرابطة الطبية الصينية إلى اتفاق في عام 1998 على أن هذه الممارسات غير مرغوب فيها وأنها ستجري تحقيقا مشتركا بينهما بغية وقفها؛ ومع ذلك، في عام 2000، سحب الصينيون تعاونهم. وزعمت منظمة العفو الدولية أن لديها أدلة قوية على أن الشرطة والمحاكم والمستشفيات متواطئة في تجارة الأعضاء، ويسهل ذلك استخدام غرف التنفيذ المتنقلة، أو «عربات الوفاة». وتكهنت منظمة العفو الدولية بأن هذه التجارة المربحة قد تفسر رفض الصين النظر في إلغاء عقوبة الإعدام التي تستخدم ما بين 1770 شخصا (الرقم الرسمي) و 8000 سجين (تقديرات العفو) سنويا. وعادة ما تحرق الجثث قبل أن يتمكن الأقارب أو الشهود المستقلون من مشاهدتها، مما يثير الشكوك حول مصير الأعضاء الداخلية.
وفى يونيو عام 2001، اتصل وانغ قوه تشى، وهو طبيب صينى تقدم بطلب اللجوء السياسى، ب هارى وو ومؤسسة لاوجايى للبحوث التي ساعدت وانغ في الإدلاء بشهادته أمام الكونجرس الأمريكى كتابيا بأنه أزال الجلد والقرنيات من أكثر من 100 من السجناء الذين أُعدموا لسوق زراعة الأعضاء في مستشفى اللواء العام لشرطة تيانجين العسكرية، وأنه خلال عملية من هذه العمليات كان السجين لا يزال يتنفس. وقال وانغ، وهو متخصص في الحروق، إنه شاهد أيضا أطباء آخرين يزيلون الأعضاء الحيوية من السجناء الذين أعدموا؛ وشاهد المستشفى التي فيها تم بيع تلك الأعضاء للأجانب. وقال هاري وو إنه ذهب إلى «أطوال كبيرة» للتحقق من هوية وانغ وأن كل من المؤسسين وأعضاء الكونجرس وجدوا تصريحات الطبيب «ذات مصداقية عالية».
في ديسمبر / كانون الأول 2005، اعترف نائب وزير الصحة الصيني بأن ممارسة إزالة الأعضاء من السجناء الذين تم إعدامهم لزرع الأعضاء كانت منتشرة على نطاق واسع - حيث أن 95٪ من جميع عمليات زرع الأعضاء في الصين مستمدة من عمليات الإعدام، ووعد باتخاذ خطوات لمنع إساءة المعاملة. وفي عام 2006، طالبت الرابطة بأن تتوقف الصين عن استخدام السجناء كجهات مانحة. ووفقا للتايم، فان ما يقارب من 30-50 من عمليات الزرع في اليابان يتم تنفيذها سنويا ويكون مصدر تلك الأعضاء من السجناء الذين أعدموا في الصين. وقال إدوارد ماكميلان - سكوت، نائب رئيس البرلمان الأوروبي، إنه يعتقد أن ما يقرب من 400 مستشفى في الصين شاركت في تجارة الأعضاء، حيث قامت مواقع الويب بالإعلان عن عمليات زرع الكلى بمبلغ 60 ألف دولار.

#### إعلان 2017
في فبراير / شباط 2017، نقل تلفزيون الصين المركزي CCTV عن نائب وزير الصحة السابق هوانغ جيفو قوله: «منذ 1 يناير 2015، أصبح التبرع بالأعضاء من المتبرعين طواعية هو المصدر الشرعي الوحيد لزرع الأعضاء» 

## التطورات منذ عام 2006
في آذار / مارس 2006، أصدرت وزارة الصحة وإدارة زرع الأعضاء البشرية الأحكام المؤقتة بشأن التطبيق السريري، والتي تنص على أن المراكز الطبية يجب أن تستوفي المتطلبات الجديدة لخدمات الزرع؛ كانت المحافظات مسؤولة عن خطط للتطبيقات السريرية. ومن ثم، فإن المؤسسات التي تقوم بعمليات زرع تكون ملزمة بإدراج الاعتبارات المتعلقة بالأخلاقيات والخبرة الطبية والجراحية والرعاية المركزة. في أبريل 2006، تم إنشاء لجنة التطبيق السريري لتكنولوجيا زرع الأعضاء البشرية لتوحيد الممارسة السريرية. عقدت قمة وطنية بشأن الإدارة السريرية في تشرين الثاني / نوفمبر 2006 أصدرت من خلالها إعلانا يحدد الخطوات التنظيمية. أجرى البروفيسور قوه شوزونغ سلسلة من تجارب زرع الوجه في مستشفى شيجينغ، مما أدى إلى أول عملية زرع وجه في العالم شملت العظام وكان ذلك في نيسان / أبريل 2006.
وفي مايو / أيار 2007، دخلت اللائحة المتعلقة بزرع الأعضاء البشرية حيز النفاذ، وحظرت تداول الأعضاء، وإزالة أعضاء الشخص دون الحصول على موافقته الخطية المسبقة وقد تلقت هذه المنظمة ترحيبا إيجابيا من منظمة الصحة العالمية وجمعية زرع الأعضاء ومن أجل كبح عمليات الزرع غير المشروعة، يواجه الأطباء المتورطون في تجارة الأعضاء التجارية الغرامات. ونتيجة لإجراء إصلاح منهجي، انخفض عدد المؤسسات المعتمدة لعمليات زراعة الأعضاء من أكثر من 600 مؤسسة في عام 2007 إلى 87 مؤسسة في تشرين الأول / أكتوبر 2008؛ تلقت 77 دولة أخرى موافقة مؤقتة من وزارة الصحة.
ولمواصلة مكافحة زرع الأعضاء الغير قانوني، أصدرت وزارة الصحة إشعارا في يوليو / تموز 2007 مع إعلان إسطنبول، إعطاء المواطنين الصينيين الأولوية كمتلقين للأعضاء. في أكتوبر / تشرين الأول 2007، وبعد عدة سنوات من المناقشات مع منظمة الصحة العالمية، وافقت الجمعية الطبية الصينية على وقف جمع الأعضاء من السجناء المدانين، الذين لن يكونوا قادرين على التبرع لأقاربهم. وتشمل الضمانات الأخرى المنفذة بموجب التشريع توثيق الموافقة على إزالة الأعضاء من الجهة المانحة، واستعراض جميع أحكام الإعدام الصادرة على المحكمة الشعبية العليا. لا يشارك المهنيين في عملية الزرع حتى يتم الإعلان عن الموت. وعقدت ندوة بين المهنيين القانونيين والطبيين في نيسان / أبريل 2008 لمناقشة معايير تشخيص موت الدماغ لدى الجهات المانحة لأعضاء الزرع.
تم إنشاء نظام تسجيل زرع الكبد في شنغهاي، في عام 2008. وعلى الرغم من هذه المبادرات، ذكرت صحيفة «تشاينا ديلي» في أغسطس / آب 2009 أن ما يقرب من 65٪ من الأعضاء المزروعة لا تزال تأتي من سجناء محكوم عليهم بالإعدام،  والتي تم وصفها بأنها «ليست مصدرا مناسبا لزرع الأعضاء» وقد تم إطلاق أول نظام للتبرع بالأعضاء في الصين في مارس 2010 من قبل الحركة الدولية للصليب الأحمر والهلال الأحمر. وستتاح الأموال لأسر الأشخاص الذين يتبرعون طواعية بأعضائهم. وتقول السلطات الصينية إنها تأمل في أن يقلل نجاح البرنامج التجريبي من الحاجة إلى أخذ أعضاء من السجناء المحكوم عليهم بالإعدام ووقف موجة أجهزة السوق السوداء. في 2012 قال مسؤولون صينيون أنهم يخططون للتخلص التدريجي من حصاد الأعضاء من سجناء الموت.
في سبتمبر / أيلول 2012، أشار تقرير ديمون نوتو، المتحدث باسم منظمة أطباء من أجل حصاد الأعضاء البشرية، إلى الأعضاء الذين قاموا بجمع الحصار الديني والسياسي من قبل الحزب الشيوعي الصيني إلى أعضاء لجنة فرعية تابعة للكونغرس الأمريكي، خارج الصين أكدت أن مرضاهم ذهبوا إلى الصين وتلقوا أجهزة من ممارسي فالون غونغ "
صدر قرار هانغتشو أمام المؤتمر الوطني لزراعة الأعضاء عام 2013 في 31 تشرين الأول / أكتوبر 2013، وقدم في 2 تشرين الثاني / نوفمبر 2013. ويتعهد القرار بوقف حصاد الأعضاء من السجناء الذين أعدموا.